# 차학경
차학경(車學慶, Theresa Hak Kyung Cha, 1951년 3월 4일 - 1982년 11월 5일)은 대한민국에서 태어나 미국에서 활동한 미술가이자 작가이다.
경상남도 부산에서 태어나 1961년 가족과 함께 미국으로 이민, 하와이와 캘리포니아 등지에서 유년 시절을 보냈다. 캘리포니아 소재 버클리 대학에서 문학, 예술 이론, 행위 예술, 영화 등 다방면에 걸쳐 공부했으며, 예술 분야 석사 학위를 취득한 후 프랑스 파리시에서 영화제작과 비평이론을 공부했다. 1980년 미국으로 돌아와 뉴욕에 정착하면서부터 제3 세계 여성으로서의 정체성을 기반으로 하는 동시에 어떤 한 장르에 국한되지 않는 활동을 펼쳤다. 1982년, 첫 저서인 《딕테(Dictee)》의 출간 3일 후, 뉴욕에서 사진작가였던 남편의 작업실을 찾아갔다가 해당 건물 관리인에게 강간, 살해당했다. 이미 강간 전과가 두 번이나 있었던 살인범은 플로리다에 숨어 있다가 경찰에 잡혔다.
그녀의 작품들은 1970년대 이후 중요한 예술 사조로 자리 잡은 포스트모더니즘, 탈식민주의, 페미니즘 등에 선구적인 역할을 한 것으로 평가된다.

## 대표 작품
- 소설 《딕테》 (Dictee), Tanam Press, 1982
- 퍼포먼스 《눈먼 음성》(Aveugle voix), 1975

## 관련 도서
- 작품집 The Dream of the Audience : Theresa Hak Kyung Cha (1951-1982) (University of California Press, 2001)